# CP San Cristóbal
CP San Cristóbal is een Spaanse voetbalclub uit Terrassa in de regio Catalonië. De club speelt sinds 2007/2008 in de Primera Divisió Catalana, de eerste Catalaanse amateurdivisie. Thuisstadion is het Municipal de Ca N'Anglada, dat een kunstgrasveld heeft.
CP San Cristóbal was in 1987 verliezend finalist in de Copa Generalitat, de Catalaanse beker. In de finale werd met 3-0 verloren van CF Lloret.
CD Banyoles ·
UE Castelldefels ·
Cerdanyola del Vallès FC ·
CE Europa ·
UE Figueres ·
Girona FC B
FE Grama ·
EC Granollers ·
UA Horta ·
CF Igualada ·
CE Manresea ·
CF Montañese ·
CF Peralada ·
Pobla de Mafumet CF ·
CP San Cristóbal
UE Sant Andreu ·
Santfeliuenc FC ·
UE Sants ·
Terrassa FC ·
UE Valls ·
FC Vilafranca ·
UE Vilassar de Mar